# Die ahnungslosen Engel
Die ahnungslosen Engel (Originaltitel: Le Fate Ignoranti) ist eine italienische romantische Dramaserie, die von R&C Produzioni für die Walt Disney Company umgesetzt wurde. Die Serie basiert auf den italienischen Film Die Ahnungslosen von Ferzan Özpetek aus dem Jahr 2001. In Italien fand die Premiere der Serie am 13. April 2022 als Original durch Disney+ via Star statt. Im deutschsprachigen Raum erfolgte die Erstveröffentlichung der Serie am 1. Juni 2022 durch Disney+ via Star.

## Handlung
Das Bilderbuchleben von Antonia nimmt eine unerwartete und tragische Wendung, als ihr Ehemann Massimo bei einem schweren Verkehrsunfall verstirbt. Nach seinem Tod findet Antonia heraus, dass Massimo während ihrer Ehe eine Affäre hatte. Doch anders als zunächst angenommen, nicht mit einer Frau, sondern mit einem Mann namens Michele. Am Boden zerstört über diese Nachricht, trifft sich Antonia mit Michele und seiner Gruppe von Freunden. Michele lebt zusammen mit seinen Freunden, mit unterschiedlichster Herkunft, in seinem Haus. Jeder seiner Freunde ist individuell und hat seine eigene Geschichte und Probleme. Egal wo man herkommt, egal wie man aussieht, egal wie man ist und egal welche Sexualität man hat, alle leben im bestmöglichen Einklang miteinander. Zwischen Antonia und Michele entwickelt sich eine unerwartete und bewegende Freundschaft. Und alle durchleben eine Zeit der Veränderung, in welcher sie an ihren Problemen wachsen und ihren persönlichen Horizont erweitern.

## Figuren
Antonia ist in leitender Funktion in der Medizin tätig. Sie hat zu ihrem Ehemann Massimo eine besondere und starke Bindung aufgebaut. Als eine plötzliche Tragödie ihr Leben komplett verändert und zum Aufeinandertreffen von Michele und seiner Gruppe von Freunden führt, beginnt Antonia einen tiefgreifenden psychologischen und gefühlsmäßigen Wandel zu durchlaufen.
Michele ist Bühnen- und Kulissenmaler für Opern. Sein Haus ist das Lebenszentrum einer Gruppe von Freunden, die eine Großfamilie bilden. Das Treffen bzw. der Zusammenstoß mit Antonia, um die gemeinsame Trauer zu bewältigen, stellt ihr gesamtes Liebesleben in Frage.
Massimo ist ein gutaussehender und verführerischer Export-Import-Manager, der zugleich in Antonia und Michele verliebt ist. Er ist die Erzählerstimme der Geschichte. Sein plötzlicher Tod führt zu einer ständigen Präsenz in den Gefühlen anderer und bestimmt deren Verhalten.
Veronica ist die Mutter von Antonia und die Witwe eines Generals. Sie ist eine verwöhnte, fröhliche und reaktionäre Frau, die der Bourgeoisie angehört. Veronica ist aufdringlich, aber nett. Durch ihre Tochter Antonia gelingt es auch ihr, sich einer Denk- und Lebensweise zu öffnen, von der sie nicht einmal ahnte, dass sie existierte.
Serra übernimmt die Rolle der Verwalterin und der Vermittlerin im Hause von Michele. Sie ist das moralische Zentrum des Hauses und jedermanns ‚Mutter Henne‘. Trotz ihrer groben Aufrichtigkeit nimmt sie kein Blatt von den Mund und schont niemanden. Ein alter Schmerz bringt Serra dazu, zu versuchen, einen emotionalen Knoten aus ihrer Vergangenheit zu lösen.
Asaf ist der Neffe von Serra. Er ist ein bekannter Mode- und Kriegsfotograf, der wie ein Hurrikan durchs Haus von Michele zieht und versucht, insbesondere das Leben von Antonia zu durchwirbeln. Von Natur aus gutaussehend, charmant und nomadisch, wird Asaf schon bald für einige Bewohner des Hauses zur Lebensader.
Luisella ist die Inhaberin eines Obst- und Gemüseladens und lebt vorübergehend mit Vera zusammen. Sie hält sich für eine Reinkarnation von Brigitte Bardot. Luisella geht bewusst verhängnisvolle Beziehungen mit den falschen Männern ein und riskiert damit auch, falls sie den Partner fürs Leben findet, diesen nicht zu erkennen. Sie ist eine nette, fröhliche und elektrisierende Frau, die ein wenig naiv handelt.
Annamaria ist Astrologin und Kartenlegerin. Sie führt eine Beziehung mit Roberta und leben gemeinsam im selben Haus wie Michele und Serra. Doch nach einer Offenbarung seitens Roberta, ist sie gezwungen, sich mit einer neuen Art der Liebe auseinanderzusetzen. Nachdem Annamaria eine schwierige Entscheidung getroffen hat, durchläuft sie eine Zeit der Weiterentwicklung voller Gefühle und erkennt dabei, dass jede Liebesbeziehung verschiedene Phasen der Transformation und des Wachstums hat.
Roberta ist Psychologin und die Partnerin von Annamaria. Sie ist rational und sehr fürsorgend gegenüber der Gruppe, leidet aber daran, ihre Schwächen und ihr Bedürfnis nach emotionaler Fürsorge verbergen zu müssen. Dies stellt Roberta vor eine große emotionale Herausforderung, welche sie die Regeln der Liebe und des Verrats hinterfragen lässt.
Riccardo ist Bankangestellter und bildet gemeinsam mit Luciano das beständigste und ‚normalste‘ Paar im Haus von Michele. Doch hinter dieser Fassade der Normalität verbirgt sich ein Mann voller Unsicherheit sowie einer verborgenen und verleugneten Eifersucht, die ihn zu einer Entscheidung zwingt, die er sonst nie getroffen hätte.
Luciano ist jung und arbeitet als Buchhalter. Mit Riccardo bildete er ein so symbiotisches Paar, dass es fast unmöglich ist, sie voneinander zu unterscheiden. Er ist super organisiert, er hat Freunde in jedem Bereich und ist bereit, diese einzuspannen, wenn die Bewohner des Hauses sie brauchen. Luciano weiß, wie er bekommt, was er will.
Vera ist die Inhaberin einer Wäscherei. Nachdem Vera ihrer Familie entfloh, die nicht alle aspektieren konnte, dass sie Trans* ist, sieht sie sich gezwungen, mit ihrem eigenen Schmerz fertig zu werden, vor allem dann, wenn sie mit ihrer größten Feindin konfrontiert wird: ihrer Mutter. Vera hat vor nichts Angst und begegnet den Vorurteilen anderer und der Diskriminierung auf kühne und oft überraschende Weise.
Valter ist längst im Ruhestand und brachte Michele den Beruf des Kulissenmalers bei. Er ist der Jiminy Cricket im Hause von Michele. Zynisch, aber nie kritisch, mischt er sich in alles mit einem bissigen und oft schonungslosen Humor ein, der einen melancholischen Beigeschmack verbirgt. Valter ernährt sich begierig von den Geschichten anderer.
Sandro arbeitet in der Schreinerei der Oper und beendet gleichzeitig sein Studium. Unerwidert verliebt, hat er im Haus von Michele eine zweite Familie gefunden, in der er sich entfalten kann, ohne Angst haben zu müssen, dass seine Gefühle verurteilt werden. Er ist der Jüngste von allen, aber auch der technisch Versierteste. Alle betrachten ihn als den ‚Welpen‘ des Hauses.
Nora ist die philippinisch-stämmige Haushaltshilfe im Haus von Antonia, mit der sie eine formelle Beziehung des gegenseitigen Respekts und der Sympathie pflegt. Sie leidet mit Antonia mit, ist aber gleichzeitig über ihre Entwicklung erfreut. Nora wird oft von der aufdringlichen Veronica aufgesucht, über welche sie die Geheimnisse ihrer Tochter Antonia überwacht oder herausfindet.
Die drei Maries sind drei Damen, die meist vor dem Haus von Michele auf ihrer Lieblingsbank sitzen. Sie wissen alles über jeden und kommentieren auf heitere, aber auch schamlose Art und Weise alles, was sie vermuten, was im Haus von Michele passiert. Sympathisch, lustig und unbändig bilden die Damen eine Art Chor außerhalb der Haupthandlung.

## Besetzung und Synchronisation
Die deutschsprachige Synchronisation entstand nach den Dialogbüchern von Gabrielle Pietermann und Theo Plakoudakis sowie unter der Dialogregie von Gabrielle Pietermann und Katharina Schwarzmaier durch die Synchronfirma Interopa Film in Berlin.
| Rolle              | Schauspieler         | Synchronsprecher  |
| ------------------ | -------------------- | ----------------- |
| Antonia            | Cristiana Capotondi  | Friederike Walke  |
| Michele            | Eduardo Scarpetta    | David Brizzi      |
| Massimo            | Luca Argentero       | Johannes Raspe    |
| Veronica           | Carla Signoris       | Frauke Poolman    |
| Serra              | Serra Yılmaz         | Beate Gerlach     |
| Asaf               | Burak Deniz          | Murat Sönmez      |
| Luisella           | Paola Minaccioni     | Antje von der Ahe |
| Annamaria          | Ambra Angiolini      | Maria Koschny     |
| Roberta            | Anna Ferzetti        | Cathlen Gawlich   |
| Riccardo           | Edoardo Purgatori    | Tim Knauer        |
| Luciano            | Filippo Scicchitano  | Nicolás Artajo    |
| Vera               | Lilith Primavera     | Philippa Jarke    |
| Valter             | Edoardo Siravo       | Axel Lutter       |
| Sandro             | Samuel Garofalo      | Patrick Keller    |
| Nora               | Maria Teresa Baluyot | Carolina Vera     |
| Marie #1           | Patrizia Loreti      | Karin David       |
| Marie #2           | Giulia Greco         | Julia Blankenburg |
| Marie #3           | Mimma Lovoi          | Almut Zydra       |
| Andrea             | Cristian di Sante    | Marcel Collé      |
| Bepo               | Giulio Corso         | Daniel Welbat     |
| Elsa               | Milena Vukotic       | Kornelia Boje     |
| Mutter von Vera    | Sarah Falanga        | Harriet Kracht    |
| Toni               | Edoardo Brandi       | Nick Kanty        |
| Stefanio           | Nicolas Zappa        | Tim Schwarzmaier  |
| Mirtilla           | Elena Sofia Ricci    | Alexandra Wilcke  |
| Mutter von Luciano | Daniela Terreri      | Ilka Teichmüller  |
| Vater von Luciano  | Cristiano Piacenti   | Dirk Talaga       |
| Tante von Luciano  | Maria Basile         | Andrea Aust       |
| Kellnerin          | Costanza Tortoli     | Wencke Fiedler    |

## Episodenliste
| Nr. | Deutscher Titel      | Originaltitel  | Erstveröffentlichung (Italien) | Deutschsprachige Erstveröffentlichung (D/A/CH) | Regie             | Drehbuch                         |
| --- | -------------------- | -------------- | ------------------------------ | ---------------------------------------------- | ----------------- | -------------------------------- |
| 1   | Die Liebe            | L’Amore        | 13. Apr. 2022                  | 1. Juni 2022                                   | Ferzan Özpetek    | Gianni Romoli                    |
| 2   | Die Abwesenheit      | L'assenza      | 13. Apr. 2022                  | 1. Juni 2022                                   | Ferzan Ozpetek    | Gianni Romoli                    |
| 3   | Das Geheimnis        | Il segreto     | 13. Apr. 2022                  | 1. Juni 2022                                   | Gianluca Mazzella | Gianni Romoli                    |
| 4   | Der Verrat           | Il tradimento  | 13. Apr. 2022                  | 1. Juni 2022                                   | Gianluca Mazzella | Gianni Romoli & Carlotta Corradi |
| 5   | Die Familie          | La famiglia    | 13. Apr. 2022                  | 1. Juni 2022                                   | Gianluca Mazzella | Gianni Romoli & Massimo Bacchini |
| 6   | Die Außenwelt        | Il mondo fuori | 13. Apr. 2022                  | 1. Juni 2022                                   | Gianluca Mazzella | Gianni Romoli & Massimo Bacchini |
| 7   | Die Reise            | Il viaggio     | 13. Apr. 2022                  | 1. Juni 2022                                   | Ferzan Ozpetek    | Gianni Romoli & Carlotta Corradi |
| 8   | An einem anderen Ort | L'altrove      | 13. Apr. 2022                  | 1. Juni 2022                                   | Ferzan Ozpetek    | Gianni Romoli & Ferzan Ozpetek   |